# Piliki (gromada)
Piliki – dawna gromada, czyli najmniejsza jednostka podziału terytorialnego Polskiej Rzeczypospolitej Ludowej w latach 1954–1972.
Gromady, z gromadzkimi radami narodowymi (GRN) jako organami władzy najniższego stopnia na wsi, funkcjonowały od reformy reorganizującej administrację wiejską przeprowadzonej jesienią 1954 do momentu ich zniesienia z dniem 1 stycznia 1973, tym samym wypierając organizację gminną w latach 1954–1972.
Gromadę Piliki z siedzibą GRN w Pilikach utworzono 31 grudnia 1959 w  powiecie bielskim w woj. białostockim z obszaru zniesionych gromad Pietrzykowo-Gołąbki i Mokre.
Gromada przetrwała do końca 1972 roku, czyli do kolejnej reformy gminnej.